# Djurgårdens IF Fotboll 1963
Djurgårdens IF Fotboll, spelade 1964 i Allsvenskan. Man slutade på 6:e plats.
Med ett hemmapubliksnitt på 15812 blev Hans Nilsson lagets bäste målskytt med 10 mål.
Denna säsong förlorade man inte ett enda derby. 
- 1-1 och 3-1 mot Hammarby IF Fotboll.
- 1-1 och 3-1 mot AIK Fotboll.